# Saison 5 de Younger
Chronologie
Saison 4 Saison 6
Cet article présente le guide des épisodes de la cinquième saison de la série télévisée Younger.

## Synopsis
Liza a 40 ans et est mère célibataire récemment divorcée qui cherche un emploi, ce qui s'avère être difficile pour une femme de son âge. Après une remarque d'un jeune homme Josh qui l'avait trouvé jeune, elle décide de se faire rajeunir grâce à du maquillage à l'aide de sa meilleure amie Maggie et se fait passer pour une femme de 26 ans. Dans son nouveau travail, elle devient l'assistante de Diana et la collègue de Kelsey.

## Distribution

### Acteurs principaux
- Sutton Foster (VF : Véronique Desmadryl) : Liza Miller
- Hilary Duff (VF : Julie Turin) : Kelsey Peters
- Debi Mazar (VF : Vanina Pradier) : Maggie Amato
- Miriam Shor (VF : Ivana Coppola) : Diana Trout
- Nico Tortorella(VF : Donald Reignoux) : Josh
- Peter Hermann (VF : Constantin Pappas) : Charles Brooks
- Molly Bernard (VF : Edwige Lemoine) : Lauren Heller
- Charles Michael Davis (VF : Namakan Koné) : Zane Anders

### Acteurs récurrents et invités
- Jennifer Westfeldt (VF : Anne Dolan) : Pauline Turner-Brooks
- Grant Shaud (VF : Patrick Borg) : Bob
- Richard Masur : Edward L.L. Moore
- Alanna Masterson (VF : Pamela Ravassard) : Kiara Johnson
- Jason Ralph (VF : Damien Boisseau) : Jake Devereux
- Christian Borle (VF : Eilias Changuel) : Don Ridley
- Chris Tardio (VF : Marc Saez): Enzo
- Lois Robbins  : Penelope
- Laura Benanti (VF : Marie-Frédérique Habert) : Quinn[1]

## Épisodes

### Épisode 1:Fini de jouer
- États-Unis /  Canada : 5 juin 2018 sur TV Land / CTV Two
- France :
  - 6 janvier 2019 sur Téva
  - 22 novembre 2019 sur 6ter

- États-Unis : 603 000 téléspectateurs[2] (première diffusion)

### Épisode 2:Comme le Titanic
- États-Unis /  Canada : 12 juin 2018 sur TV Land / CTV Two
- France :
  - 6 janvier 2019 sur Téva
  - 22 novembre 2019 sur 6ter

- États-Unis : 701 000 téléspectateurs[3] (première diffusion)

### Épisode 3:Le mensonge vous va si bien
- États-Unis /  Canada : 19 juin 2018 sur TV Land / CTV Two
- France :
  - 6 janvier 2019 sur Téva
  - 25 novembre 2019 sur 6ter

- États-Unis : 635 000 téléspectateurs[4] (première diffusion)

### Épisode 4:Le talentueux Monsieur Ridley
- États-Unis /  Canada : 26 juin 2018 sur TV Land / CTV Two
- France :
  - 13 janvier 2019 sur Téva
  - 25 novembre 2019 sur 6ter

- États-Unis : 735 000 téléspectateurs[5] (première diffusion)

### Épisode 5:Liza n'a pas d'âge
- États-Unis /  Canada : 10 juillet 2018 sur TV Land / CTV Two
- France :
  - 13 janvier 2019 sur Téva
  - 26 novembre 2019 sur 6ter

- États-Unis : 545 000 téléspectateurs[6] (première diffusion)

### Épisode 6:Sexe, Liza, et rock & roll
- États-Unis /  Canada : 17 juillet 2018 sur TV Land / CTV Two
- France :
  - 13 janvier 2019 sur Téva
  - 26 novembre 2019 sur 6ter

- États-Unis : 568 000 téléspectateurs[7] (première diffusion)

### Épisode 7:Le miracle de Noël
- États-Unis /  Canada : 24 juillet 2018 sur TV Land / CTV Two
- France :
  - 20 janvier 2019 sur Téva
  - 27 novembre 2019 sur 6ter

- États-Unis : 639 000 téléspectateurs[8] (première diffusion)

### Épisode 8:Notre bulle
- États-Unis /  Canada : 31 juillet 2018 sur TV Land / CTV Two
- France :
  - 20 janvier 2019 sur Téva
  - 27 novembre 2019 sur 6ter

- États-Unis : 646 000 téléspectateurs[9] (première diffusion)

### Épisode 9:Le cri de l'oie
- États-Unis /  Canada : 7 août 2018 sur TV Land / CTV Two
- France :
  - 20 janvier 2019 sur Téva
  - 28 novembre 2019 sur 6ter

- États-Unis : 786 000 téléspectateurs[10] (première diffusion)

### Épisode 10:Pour vivre heureux vivons cachés
- États-Unis /  Canada : 14 août 2018 sur TV Land / CTV Two
- France :
  - 27 janvier 2019 sur Téva
  - 28 novembre 2019 sur 6ter

- États-Unis : 742 000 téléspectateurs[11] (première diffusion)

### Épisode 11:Solidarité féminine
- États-Unis /  Canada : 21 août 2018 sur TV Land / CTV Two
- France :
  - 27 janvier 2019 sur Téva
  - 29 novembre 2019 sur 6ter

- États-Unis : 700 000 téléspectateurs[12] (première diffusion)

### Épisode 12:Lizabilité
- États-Unis /  Canada : 28 août 2018 sur TV Land / CTV Two
- France :
  - 27 janvier 2019 sur Téva
  - 29 novembre 2019 sur 6ter

- États-Unis : 734 000 téléspectateurs[13] (première diffusion)